# Zelling
Een zelling is een ondiep stuk grond langs een rivier. Vroeger werd een zelling gebruikt om rivierklei te winnen voor de steenfabriek. Ook werd er elders afgegraven klei tijdelijk opgeslagen, in afwachting van latere bewerking.
Veel watervogels gebruiken de zellingen om daar te foerageren. Vooral in rivieren waar door de getijdenbeweging de waterstand voortdurend wisselt, zijn de regelmatig overstroomde en dan weer droogvallende zellingen een ideale plek om voedsel te vinden.
Nu zellingen niet meer nodig zijn voor de steenfabrieken, worden ze op sommige plaatsen geschikt gemaakt voor de bouw van woningen of bedrijfsruimten. Als bij het ophogen van een zelling verkeerd materiaal wordt gebruikt, kan dat ernstige gevolgen hebben. In Gouderak moest een wijk met bijna honderd woningen, de Zellingwijk, worden gesaneerd omdat daar destijds chemisch afval was gestort. Alle woningen moesten worden afgebroken. Vanaf 2010 worden er nieuwe woningen gebouwd.